# Anthemios din Tralles
Anthemios din Tralles (în greacă:  Ἀνθέμιος ὁ Τραλλιανός) a fost un profesor de geometrie și arhitect grec bizantin care s-a născut în jurul anului 474 și a murit înainte de 558.
A trăit în Lybia și a colaborat cu Isidor din Milet la realizarea celebrei catedrale Sfânta Sofia.
Iscusința sa în domeniul construcțiilor se datorează și tipului de ciment pe care l-a utilizat.
Nu a fost numai un constructor capabil, ci și un om de știință.
Astfel, în fragmentele din operele sale, care au supraviețuit timpului, reiese faptul că a studiat oglinzile incendiare, focarul și directoarea parabolei, construcția unei elipse cu ajutorul unui fir fixat în focare etc.
O altă realizare a sa aparține domeniului instrumentelor muzicale.
Este vorba de orga termică, care genera sunete cu ajutorul aburilor produși într-un cazan și care ajungeau la țevile instrumentului producând vibrația acestora.
A scris o lucrare intitulată Despre mașini extraordinare, care s-a păstrat parțial.
Pentru contribuțiile sale în domeniul mecanicii a fost supranumit Arhimede din Tralles.